# Walter Wolf Racing
 Walter Wolf Racing  va ser un equip de cotxes de competició fundat per Walter Wolf amb seu al Canadà que va arribar a disputar curses a la Fórmula 1.
L'escuderia es va formar quan Walter Wolf va comprar el 60% de les accions de Williams l'any 1975.
L'equip va prendre part en 4 temporades diferents (1976 - 1979) disputant 48 Grans Premis aconseguint un total de tres victòries (amb una pole i tres voltes ràpides).
Va debutar a la primera cursa de la temporada 1976, al GP de Brasil de la mà del pilot belga Jacky Ickx.

## Resum
| Curses: | Victòries: | Pòdiums: | Poles: | Voltes ràpides: | Punts: |
| ------- | ---------- | -------- | ------ | --------------- | ------ |
| 48      | 3          | 1        | 13     | 3               | 79     |